# Temnochila insignis
Temnochila insignis là một loài bọ cánh cứng trong họ Trogossitidae. Loài này được Heer miêu tả khoa học năm 1868.